# Élodie Navarre
Élodie Navarre (Parigi, 21 gennaio 1979) è un'attrice, doppiatrice e regista francese.

## Biografia
Élodie Navarre è nata il 21 gennaio 1979 a Parigi (Francia), e oltre alla recitazione si occupa anche di regia e di teatro.

## Carriera
Élodie Navarre all'età di sedici anni ha recitato insieme all'attore Jean Rochefort nel film televisivo Clara et son juge. Poi è stata scelta per far parte drl cast della serie di Canal+ Jeunes Premiers, poi è entrata nel conservatorio del decimo arrondissement.
Nel 1997 si è distinta per la sua interpretazione nel videoclip musicale On ira di Jean-Jacques Goldman e diretto da Gérard Namiand. Poi ha sostituito Chloé Lambert nel tour de L'Autre diretto da Florian Zeller, poi ha recitato nell'opera teatrale Médée di Jean Anouilh e nella produzione di Ladislas Chollat, che ha interpretato nuovamente nel 2009 presso il teatro Vingtième. Nell'opera teatrale En toute confiance di Donald Margulies e diretto da Michel Fagadau, ha interpretato il ruolo della giornalista tedesca Grete, accanto all'attrice Barbara Schulz.
Nel 2010 ha recitato con l'attore Stéphane Freiss nell'opera teatrale Une comédie romantique di Gérald Sibleyras e diretto da Christophe Lidon, presso il teatro di Montparnasse. Nello stesso anno ha ricevuto il premio Suzanne Bianchetti come Attrice più promettente. Poi ha recitato presso il Théâtre de l'Atelier con l'attrice Alice Taglioni nell'opera Chien-Chien di Fabrice Roger-Lacan. Ha recitato in molti film televisivi come: L'École du pouvoir diretto da Raoul Peck, Un amour en kit diretto da Philippe de Broca e in Les Châtaigniers du désert diretto da Caroline Huppert.
Per il cinema è stata sulla locandina del film Scenes of crimes diretto da Frédéric Schoendoerffer, L'École pour tous diretto da Éric Rochant, Jean de la Fontaine, la sfida diretto da Daniel Vigne e No Pasaran diretto da Éric Martin e Emmanuel Caussé con Rossy de Palma e Une affaire d'État diretto da Éric Valette. Nel 2010 ha preso parte al cast del film Les Aventures de Philibert, capitaine puceau diretto da Sylvain Fusée.
Nel 2011 è apparsa nel film L'Art d'aimer diretto da Emmanuel Mouret, in cui ha formato una coppia con l'attore Gaspard Ulliel.
Nel 2012 e nel 2013 è apparsa a Sunderland presso il teatro di Parigi, in tournée nelle province e all'estero. Nel 2014 ha ricoperto il ruolo di Célimène nell'opera teatrale Le Misanthrope di Molière e diretto da Michèle André, presso il Festival d'Avignone. Nel settembre 2015 ha recitato al teatro Hébertot nell'opera teatrale Les Cartes du Pouvoir di Beau Willimon e diretto da Ladislas Chollat. Nel 2016 è stata al Théâtre des Champs-Élysées per l'opera Encore une histoire d'amour di Tom Kempinski e diretto da Ladislas Chollat con Thierry Godard, poi nel film Paris Can Wait diretto da Eleanor Coppola. In televisione ha recitato in un episodio della serie Little Murders by Agatha Christie (Les Petits Meurtres d'Agatha Christie), trasmesso nel 2013 da France 2. Nel 2015 è entrata a far parte del cast della terza stagione della serie di Canal+ Le Bureau - Sotto copertura (Le Bureau des légendes). La serie è stata creata da Éric Rochant, che l'aveva già diretta nella sua commedia L'École pour tous.
Nel 2017 è stata scelta per interpretare il ruolo di Szofia Kovacs nella miniserie thriller di TF1 La Mantide (La Mante), in cui ha recitato insieme agli attori Carole Bouquet, Fred Testot, Pascal Demolon e Jacques Weber. Allo stesso tempo, ha recitato nel film televisivo di France 2 Mystère place Vendôme, insieme agli attori Christophe Malavoy e Marilou Berry.
Nel febbraio 2018 ha recitato al Théâtre des Champs-Élysées nell'opera teatrale Le Fils di Florian Zeller, diretto da Ladislas Chollat e dove ha recitato insieme agli attori Yvan Attal e Anne Consigny. Per quest'ultima interpretazione è stata nominata come Miglior attrice non protagonista. Dopo il successo dello spettacolo (sei nomination per il Molières 2018 e il Molière per la rivelazione teatrale per Rod Paradot), ha ripreso il ruolo nel settembre 2018 con i nuovi partner Stéphane Freiss e Florence Darel presso il Théâtre des Champs-Élysées.
All'inizio del 2019 ha iniziato una tournée dello spettacolo teatrale Le Fils e ha preso parte al cast della serie di France 2 Kepler(s), in cui ha interpretato il ruolo della moglie di Keplero, interpretato da Marc Lavoine. A settembre dello stesso anno è stata sul palcoscenico del Théâtre du Petit-Saint-Martin per lo spettacolo Les Beaux di Léonore Confino accanto all'attore Emmanuel Noblet. Nel 2020 ha recitato nel film Les Femmes du Square diretto da Julien Rambaldi. L'anno successivo, nel 2021, ha recitato nel film Notre-Dame brûle diretto da Jean-Jacques Annaud e ha anche recitato nella serie di TF1 Service volé.

## Filmografia

### Attrice

#### Cinema
- Love, etc., regia di Marion Vernoux (1996)
- Tangier Cop de Stephen Whittaker (1997)
- Mes amis, regia di Michel Hazanavicius (1999)
- Scènes de crimes, regia di Frédéric Schoendoerffer (2000)
- Le prof, regia di Alexandre Jardin (2000)
- Fatou la Malienne, regia di Daniel Vigne (2001)
- M'ama non m'ama (À la folie... pas du tout), regia di Lætitia Colombani (2002)
- Gomez & Tavarès (Gomez et Tavarès), regia di Gilles Paquet-Brenner (2003)
- Amami se hai coraggio (Jeux d'enfants), regia di Yann Samuell (2003)
- Grande école, regia di Robert Salis (2004)
- Le Souffleur, regia di Guillaume Pixie (2005)
- Avant qu'il ne soit trop tard, regia di Laurent Dussaux (2005)
- L'impero dei lupi (L'Empire des loups), regia di Chris Nahon (2005)
- Cavalcade, regia di Steve Suissa (2005)
- Lettres de la mer Rouge, regia di Emmanuel Caussé ed Éric Martin (2005)
- L'École pour tous, regia di Éric Rochant (2006)
- Il mio amico giardiniere (Dialogue avec mon jardinier), regia di Jean Becker (2007)
- Danse avec lui, regia di Valérie Guignabodet (2007)
- Jean de la Fontaine, le défi, regia di Daniel Vigne (2007)
- No Pasaran, regia di Emmanuel Caussé ed Éric Martin (2009)
- Une affaire d'État, regia di Éric Valette (2009)
- Les Aventures de Philibert, capitaine puceau, regia di Sylvain Fusée (2010)
- L'Art d'aimer, regia di Emmanuel Mouret (2011)
- Opium, regia di Arielle Dombasle (2013)
- Bonjour Anne (Paris Can Wait), regia di Eleanor Coppola (2016)
- Les Femmes du square, regia di Julien Rambaldi (2021)
- Notre-Dame in fiamme (Notre-Dame brûle), regia di Jean-Jacques Annaud (2022)
- Flush, regia di Gregory Morin (2022)

#### Televisione
- Le Garçon d'orage, regia di Jérôme Foulon – film TV (1996)
- Clara et son Juge, regia di Joël Santoni – film TV (1997)
- Les marmottes – miniserie TV (1998)
- L'occasionnelle, regia di Diane Bertrand – film TV (1999)
- La route à l'envers, regia di Chantal Picault – film TV (1999)
- Avocats et Associés – serie TV (1999)
- Louis Page – serie TV (2000)
- L'Apprentissage de la ville, regia di Gérard Mordillat – film TV (2001)
- Fatou la Malienne, regia di Daniel Vigne – film TV (2001)
- Un amour en kit, regia di Philippe de Broca – film TV (2003)
- Fruits mûrs – film TV (2003)
- L'Insaisissable, regia di Élisabeth Rappeneau – film TV (2004)
- Pierre et Jean – film TV (2004)
- Les Femmes d'abord, regia di Peter Kassovitz – film TV (2005)
- Poussière d'amour, regia di Philippe Venault – film TV (2006)
- Lettres de la mer rouge, regia di Emmanuel Caussé ed Éric Martin – film TV (2006)
- Sable Noir – serie TV (2006)
- Reporters – serie TV (2007)
- Le Clan Pasquier – miniserie TV (2007)
- Drôle de Noël, regia di Nicolas Picard-Dreyfuss – film TV (2008)
- L'École du pouvoir – miniserie TV (2009)
- Les Châtaigniers du désert, regia di Caroline Huppert – film TV (2010)
- Shanghai blues, nouveau monde, regia di Fred Garson – film TV (2013)
- Little Murders by Agatha Christie (Les Petits Meurtres d'Agatha Christie) – serie TV (2013)
- Le Bureau - Sotto copertura (Le Bureau des légendes) – serie TV (2015-2017)
- La Mantide (La Mante) – miniserie TV (2017)
- Mystery in Paris: Mistero in Place Vendôme (Mystère place Vendôme), regia di Renaud Bertrand – film TV (2017)
- Meurtres en Cornouaille, regia di Franck Mancuso – film TV (2018)
- Kepler(s) – serie TV (2018)
- Connexion intime, regia di Renaud Bertrand – film TV (2019)
- Comme un coup de tonnerre, regia di Catherine Klein – film TV (2021)
- Service volé, regia di Jérôme Foulon – film TV (2021)

#### Cortometraggi
- Venin mortel, regia di Farid Dms Debah (1996)
- Le Voleur d'étoiles, regia di Philippe Monpontet (1998)
- Le marquis, regia di Gilles Paquet-Brenner (2000)
- Le Bourreau des innocents, regia di Farid Dms Debah (2004)
- Sentence finale, regia di Franck Allera (2006)
- Love is Dead, regia di Éric Capitaine (2007)
- Acteur, regia di Jocelyn Quivrin (2007)
- Demi-deuil, regia di Xanae Bove (2009)
- Nuts, regia di Thomas Lélu (2010)
- Bye bye Mélancolie, regia di Romain Laguna (2013)
- Le verrou, regia di Laurent Laffargue (2013)
- Ce sera tout pour aujourd’hui, regia di Élodie Navarre (2013)
- T'étais où quand Michael Jackson est mort?, regia di Jean-Baptiste Pouilloux (2014)
- Bye Bye mélancolie, regia di Romain Laguna (2014)
- Two Windows, regia di Nicolas Ducray e Diako Yazdani (2015)
- Deux Minutes Trente, regia di Mehdi Fikri (2019)

#### Videoclip musicali
- On ira di Jean-Jacques Goldman, regia di Gérard Namiand (1997)
- Tears of Joy di Prince of Assyria, regia di Lidwine Herduin (2014)

### Doppiatrice

#### Cinema
- Parigi può attendere (Paris can wait), regia di Eleanor Coppola (2016)

### Regista

#### Cortometraggi
- Ce sera tout pour aujourd’hui, regia di Élodie Navarre (2013)

## Teatro
- Les Fausses Confidences di Pierre de Marivaux, diretto da Gildas Bourdet (2000)
- On ne badine pas avec l'amour di Alfred de Musset, diretto da Jean-Louis Bihoreau (2000)
- L'Autre di Florian Zeller, diretto da Annick Blancheteau, presso il Théâtre des Petits Mathurins (2005)
- Médée di Jean Anouilh, diretto da Ladislas Chollat (2007)
- En toute confiance di Donald Margulies, diretto da Michel Fagadau (2007)
- Médée de Jean Anouilh, diretto da Ladislas Chollat (2009)
- Le Début de la fin de Sébastien Thièry, diretto da Jean-Marie Besset a Limoux (2009)
- Une comédie romantique di Gérald Sibleyras, diretto da Christophe Lidon, presso il Théâtre Montparnasse (2010)
- Chien-Chien di Fabrice Roger-Lacan, diretto da Jérémie Lippmann, presso il Théâtre de l'Atelier (2010)
- Sunderland di Clement Koch, diretto da Stéphane Hillel, presso il Théâtre de Paris (2011)
- Sunderland di Clement Koch, diretto da Stéphane Hillel (2013)
- Le Misanthrope di Molière, diretto da Michèle André, presso il Festival d'Avignone e presso il théâtre Actuel (2014)
- Les Cartes du pouvoir di Beau Willimon, diretto da Ladislas Chollat, presso il Tthéâtre Hébertot (2015)
- Encore une histoire d'amour di Tom Kempinski, diretto da Ladislas Chollat, presso il Théâtre des Champs-Élysées (2016)
- Le Fils de Florian Zeller, diretto da Ladislas Chollat, presso il Théâtre des Champs-Élysées (2018-2019)
- Les Beaux di Léonore Confino, diretto da Côme de Bellescize, presso il Théâtre du Petit-Saint-Martin (2019)
- Une Situation Délicate di Alan Ayckbourn, adattamento francese di Gérald Sibleyras, siretto da Ladislas Chollat, presso il Théâtre des Nouveautés (2022)

### Letture del festival
- Le pansement Schubert di Claire Oppert, diretto da Victoire Berger-Perrin (2021)
- Le Grand Marin di Catherine Poulain, diretto da Catherine Schaub (2021)
- La Chance de sa vie di Alan Bennett (tradotto da Jean-Marie Besset), diretto da Tatiana Vialle (2021)

## Doppiatrici italiane
Nelle versioni in italiano dei suoi film e delle sue serie TV, Élodie Navarre è stata doppiata da:
- Barbara De Bortoli[12] ne Il mio amico giardiniere[13]
- Ilaria Latini[14] ne La Mantide[15]

## Riconoscimenti
Festival internazionale del cinema di Saint-Jean-de-Luz
- 2013: Vincitrice per il cortometraggio Ce sera tout pour aujourd'hui

Premio Molière
- 2018: Candidata come Attrice in un ruolo secondario per la commedia teatrale Le Fils
- 2020: Candidata come Attrice in uno spettacolo teatrale privato per Les Beaux

Prix Suzanne Bianchetti
- 2010: Vincitrice come Attrice più promettente